# Верци (Ђенова)
Верци је насеље у Италији у округу Ђенова, региону Лигурија.
Према процени из 2011. у насељу је живело 50 становника. Насеље се налази на надморској висини од 409 м.